# José Yepes (Schauspieler)
José Yepes Cardo (* 9. April 1942 in Sagunto; † 30. Oktober 2012 ebenda) war ein spanischer Schauspieler.

## Leben
Yepes, als Schauspieler Autodidakt, begann seine Karriere am „Teatro Maria Guerrero“ und spielte ab Ende der 1960er Jahre in etwa fünfzig Filmproduktionen Charakterrollen; in den 1980er Jahren war er auch häufiger im Fernsehen zu sehen. Nach einem Schlaganfall 1999 musste er die Quantität seiner Arbeit, die fast 100 Titel umfasst, herunterschrauben; er war nun vermehrt als Synchronsprecher aktiv.

## Filmografie (Auswahl)
- 1978: La ciudad maldita
- 1983: Carmen (Carmen)